# Pernå kyrka
Pernå kyrka (finska: Pernajan kirkko) är en medeltida gråstenskyrka i Pernå i Lovisa i det finländska landskapet Nyland. Den är helgad åt Sankt Mikael och Sankt Erik.  
Kyrkan användes av Pernå församling. Från och med 2019 har kyrkan använts av Agricola svenska och finska församlingar. Pernå kyrka Sankt Mikael ägs av Lovisanejdens kyrkliga samfällighet.

## Historia och arkitektur

### Uppförandet
Pernå socken nämns första gången år 1351 då kung Magnus Eriksson överlät patronatsrätten till Borgå och dess kapell Pernå till Padis kloster i Estland. Pernå kyrka nämns första gången år 1398 då påven beviljade avlat åt den som besökte kyrkan. Padis kloster återlämnade år 1428 patronatsrätten över Borgå och dess kapell till Åbo domkapitel.
Gråstenskyrkan i Pernå byggdes under 1430-talet enligt den plan och rumsdisposition som var gängse i Åbo stift under 1400-talet. Långhuset som uppfördes intill en äldre stensakristia stod klart 1439-1440 då virket till kyrkans takstolar fälldes. 

### Valv
Kyrkan hör även till en grupp medeltida stenkyrkor som kännetecknas av rikt ornerade tegelgavlar och rikt dekorerade finska stjärnvalv, som inte förekommer i andra svenska stift och som kännetecknas av att ribborna delar valven i 28 delfält. Dessa egenskaper delar kyrkan med bl.a. Helsinge, Borgå, Sibbo, Pyttis och eventuellt Veckelax kyrka. Valvslagningen i Pernå kyrka inleddes tidigast år 1452 och i de övriga kyrkorna i gruppen slogs valven någorlunda samtidigt så att Pyttis som den sista stod färdig 1462. I Pernå ersatte valven ett tidigare platt tak av trä. Den närmaste förebilden för de speciella valven finns i Sankt Olavs kyrkas mittskepp i Tallinn, som blev färdiga åren 1447-1448. Arbetena där leddes av den estniske byggmästaren Andreas Kulpesu. Möjligen har byggmästarlaget som slog valven i Sankt Olav därefter flyttat till östra Nyland och senare till västra Nyland och Egentliga Finland, där samma valvtyp också förekommer.

### Brand
I maj 2023 fick Pernå kyrka lindriga rökskador när kyrkans elcentral i sakristian hade börjat brinna. I sakristian blev en del mindre föremål förstörts. Räddningsmanskapet lyckades släcka elden utan vatten så det blev inte några vattenskador. Ett lager sot lägga sig i hela kyrksalen, från väggar och tak till alla föremål, inklusive textilier och altarskåp. Lovisanejdens kyrkliga samfällighet som äger kyrkan började arbetet för att rengöra väggar, tak och alla föremål i början av 2024 efter försäkringsbolaget godkände samfällighetens val av entreprenörer.

## Interiör
Kyrkans långhus har tre skepp, ett vapenhus och en sakristia. Långhuset avdelas av fem pelarpar, som bär upp innertakets stjärnvalv med sina 12 eller 28 travéer. 
Kyrkans interiör bär spår från flera epoker: dopfunten är från 1300, triumfkrucifixet från 1400-talet, ett fragment av korskranket härstammar från 1600-talet, medan predikstolen och altarskåpet är från 1650. Kyrkan har också kalkmålningar, som till största delen härstammar från 1440-talet. Den yttre gaveln är dekorerad med konstfärdiga tegeldetaljer.
På församlingens område ligger en stor mängd herrgårdar (den idag mest kända är kanske Malmgård), vilket syns på de många vapensköldar som finns i kyrkans kor.
Pernå kyrkas klockstapel byggdes 1853. Glasmålningarna från 1939 har gjorts av Lennart Segerstråle.

## Bilder

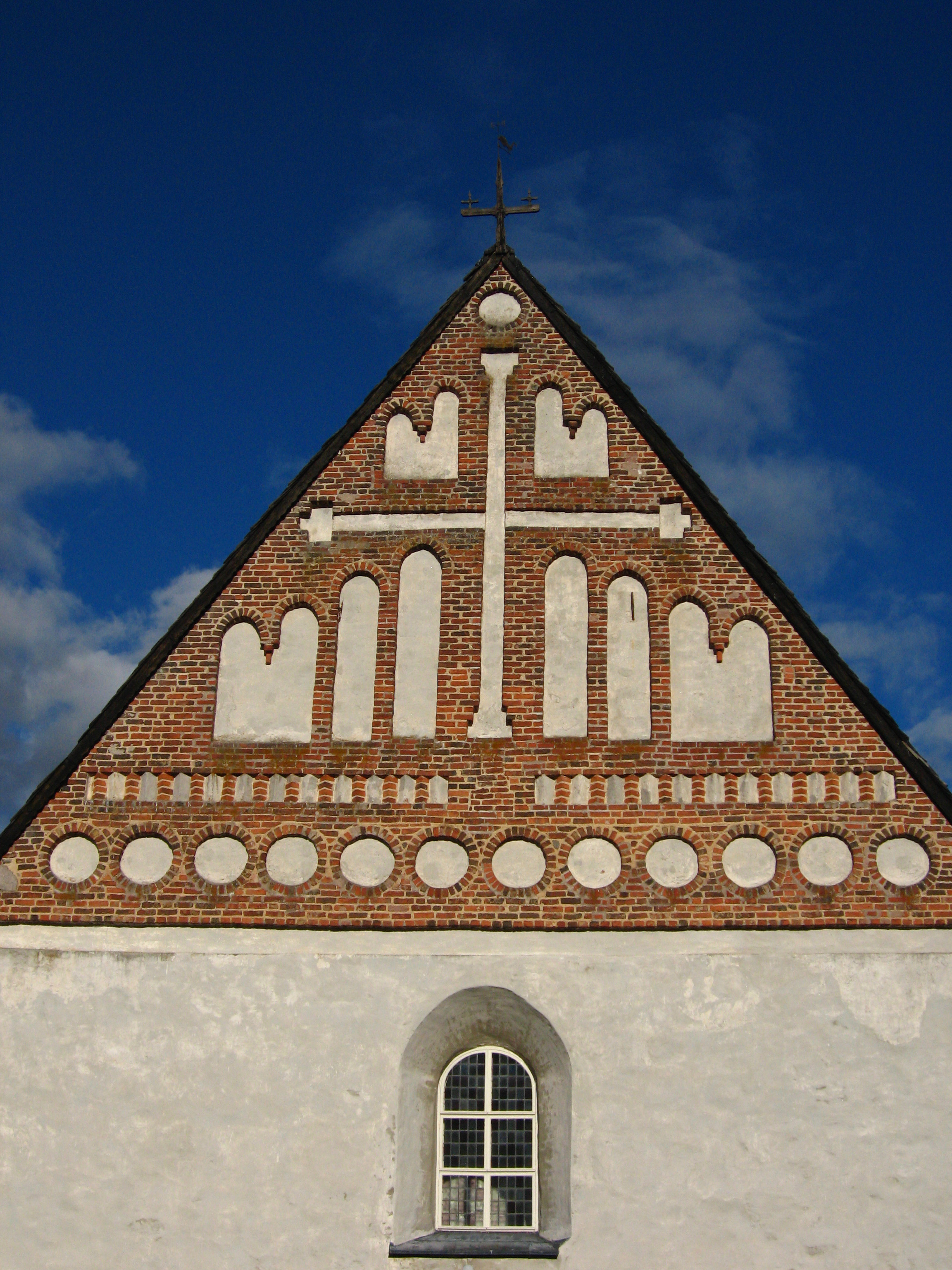
Gaveln på Pernå kyrka.
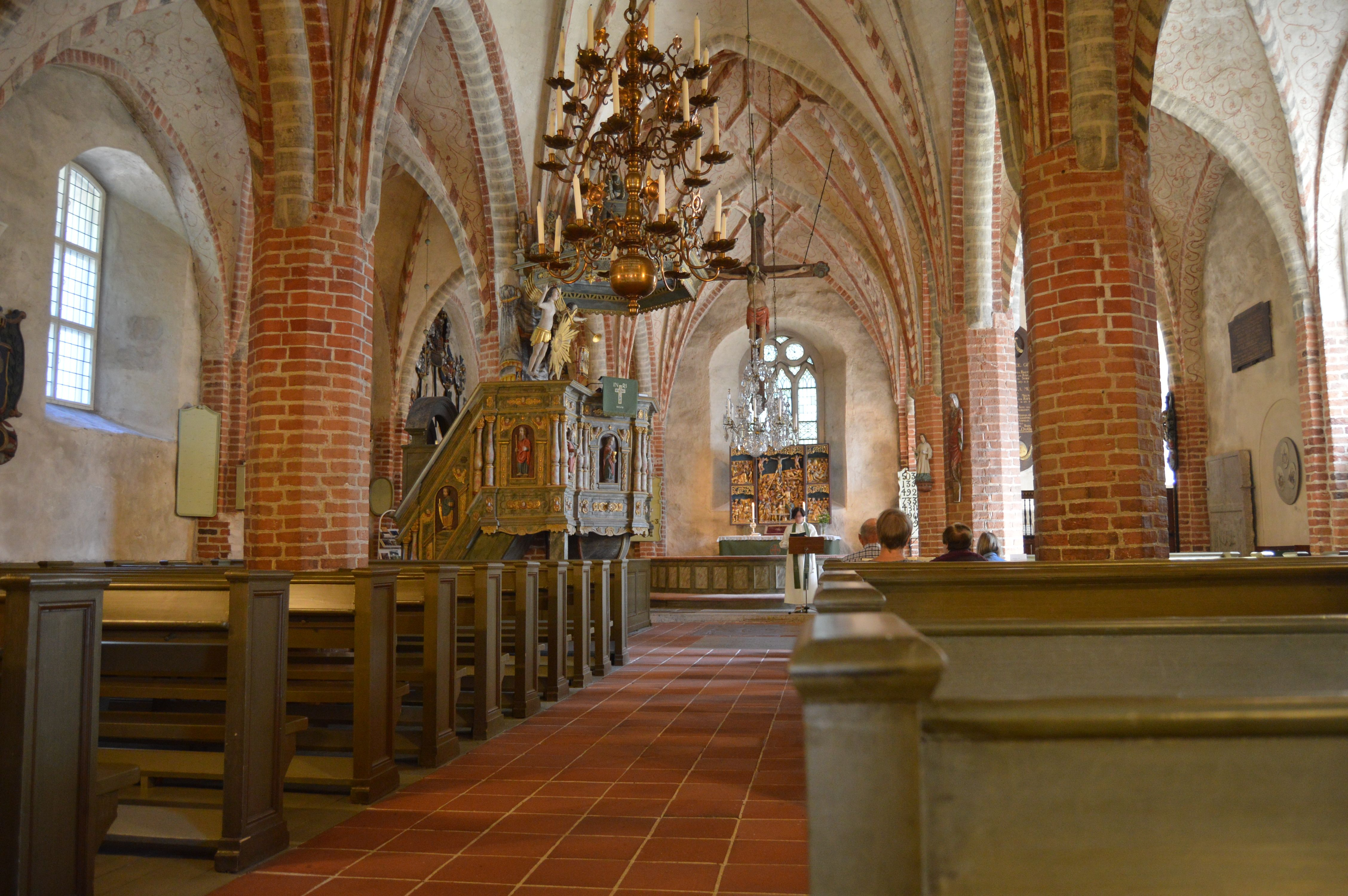
Kyrkans interiör.
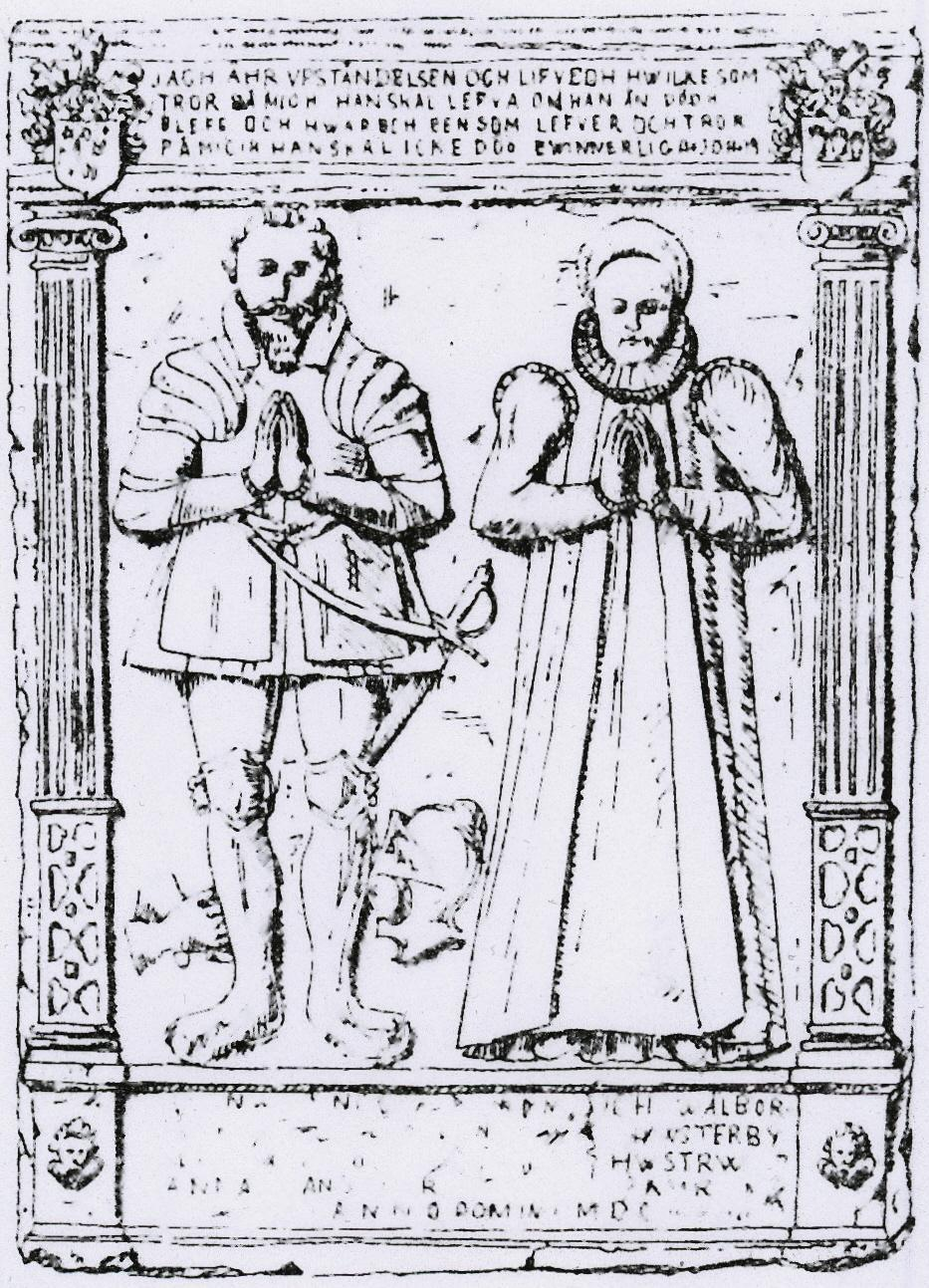
Arvid Tönnesson Wildemans och Anna Hansdotter Björnrams gravsten.
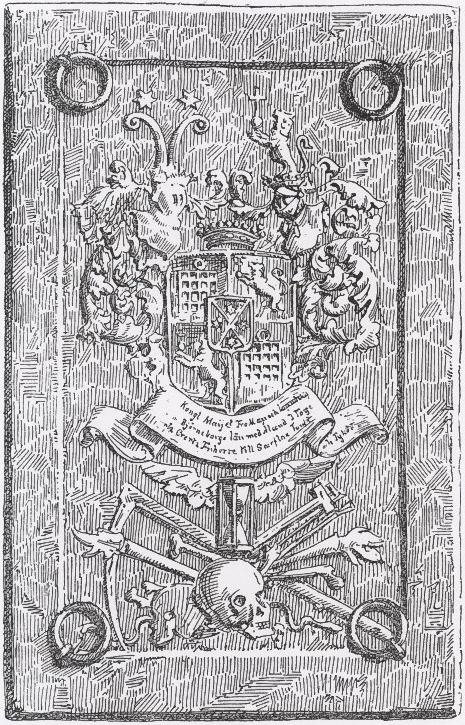
Lorentz Creutz d.y.:s gravsten.
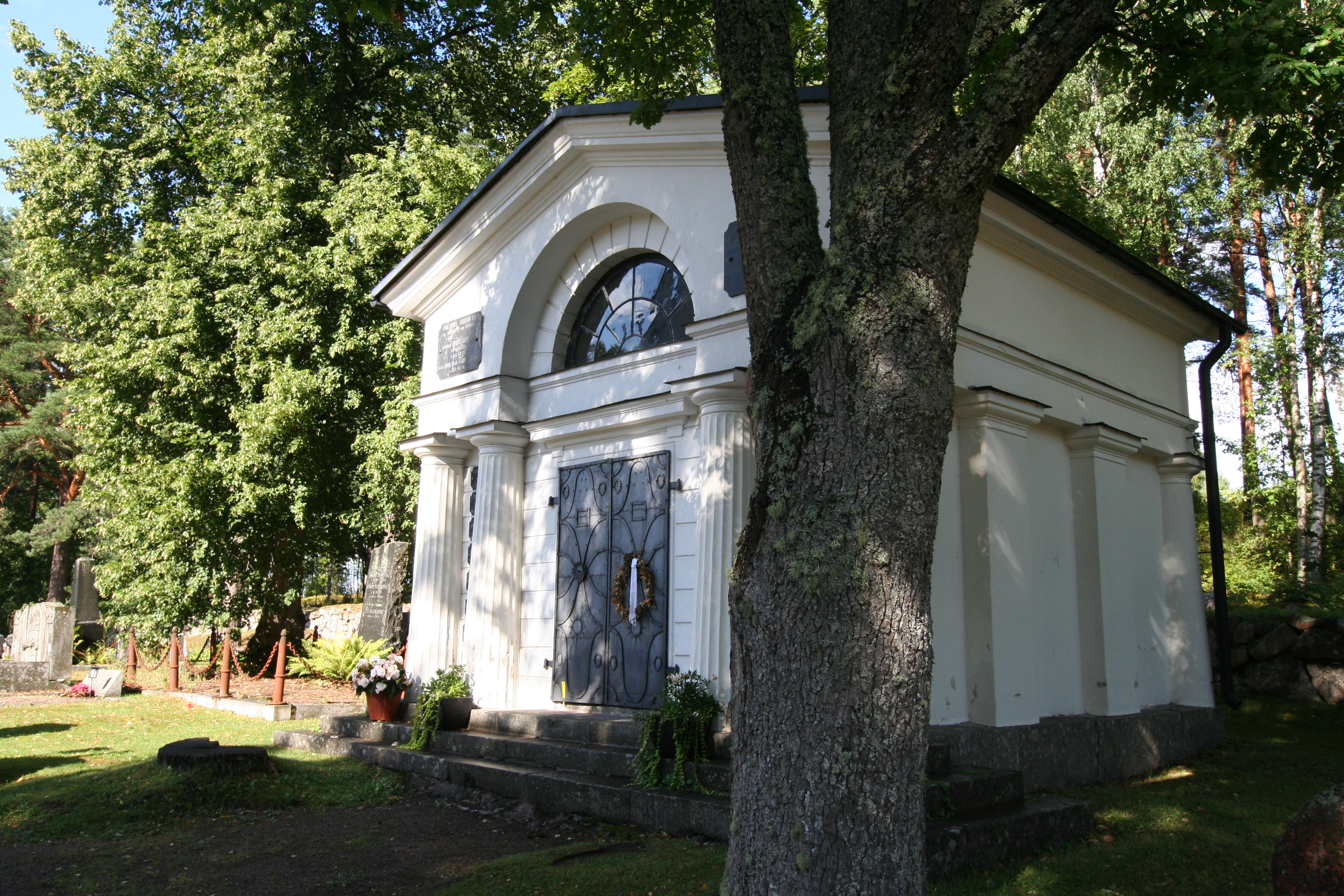
Privat gravkapell vid Pernå kyrka.
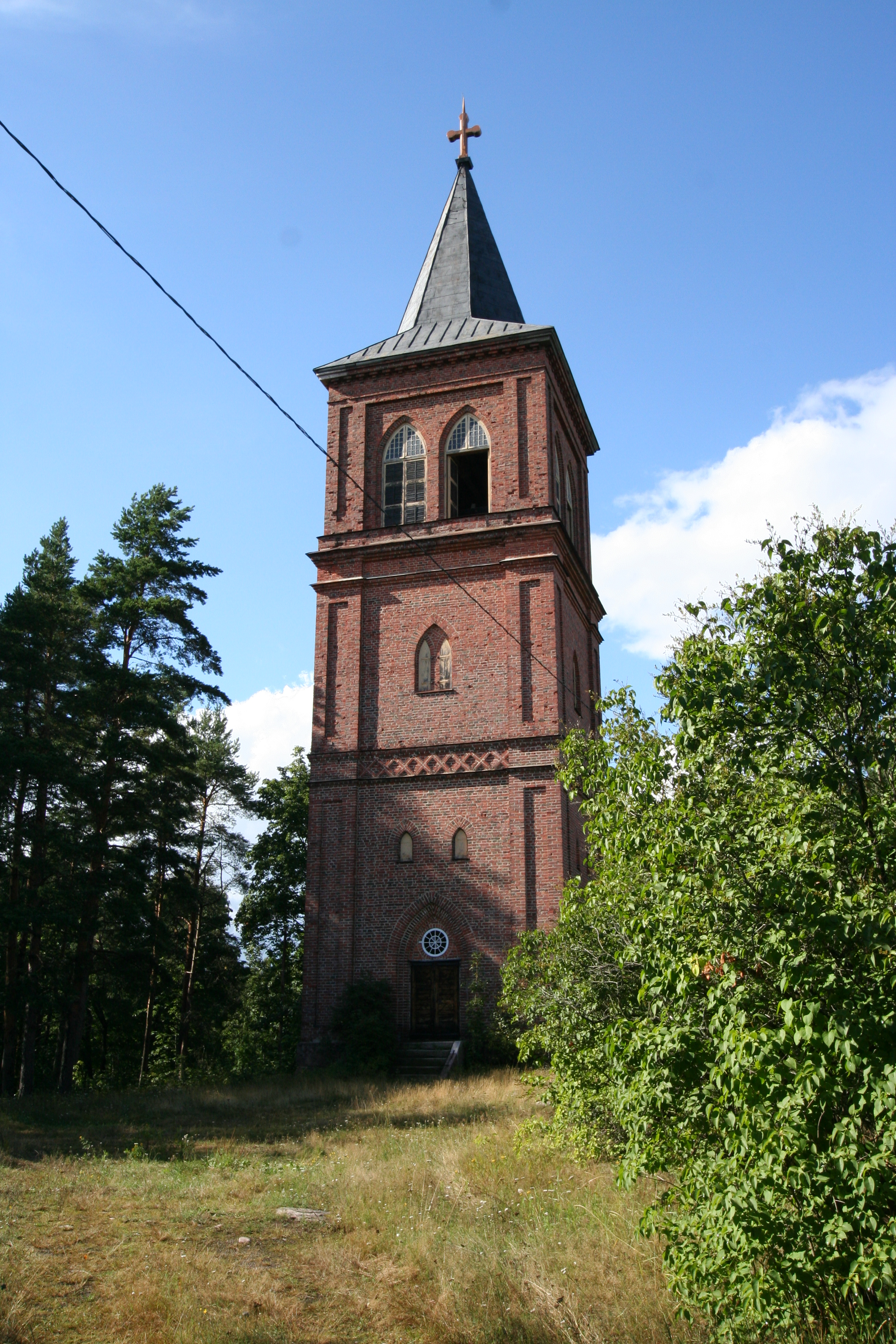
Pernå klockstapel, 1853.